# الدوري الكوري الشمالي لكرة القدم 2012
الدوري الكوري الشمالي لكرة القدم 2012 هو موسم من الدوري الكوري الشمالي لكرة القدم. فاز فيه نادي أبريل 25.